# Argentina Rubiera
Argentina Rubiera Solares (Langreo, 11 de febrero de 1914-Gijón, 30 de abril de 2007) fue una militante de la organización clandestina del Partido Socialista Obrero Español (PSOE) y de las Juventudes Socialistas Unificadas (JSU) en Asturias. Fue madre de María José Ramos Rubiera, consejera del Gobierno del Principado de Asturias entre 1999 y 2011.

## Biografía
Estaba afiliada a las Juventudes Socialistas de Sama de Langreo y fue presidenta del Grupo Femenino de dicha localidad durante la Segunda República. Fue nombrada secretaria de las Juventudes Socialistas Unificadas (JSU) en 1936. Al caer Asturias en octubre de 1937 fue detenida, internada en la cárcel Modelo de Oviedo el 11 de noviembre y condenada a 30 años de reclusión el 18 de diciembre de 1937. Pasó también por las cárceles de Saturrarán (Guipúzcoa) y Palma de Mallorca (Baleares) de donde salió en libertad condicional el 5 de julio de 1941 con pena de destierro que cumplió junto a su marido Aquilino Ramos Fernández en Almagro. En octubre de 1943 regresó a Sama donde estableció un pequeño comercio de comestibles manteniendo contacto con la organización socialista clandestina. Falleció en Gijón (Asturias) el 30 de abril de 2007.

## Reconocimiento
En enero de 2015 se inauguró una plaza que lleva su nombre en Sama de Langreo.